# Рудолф Деме
Рудолф Деме (на немски: Rudolf Demme) е немски офицер, който служи по време на Първата и Втората световна война.

## Биография

#### Ранен живот и Първата световна война (1914 – 1918)
Рудолф Деме е роден на 3 юни 1894 г. в Мюлхаузен, Германска империя. Присъединява се към армията и през 1914 г. става офицерски кадет. Участва в Първата световна война и достига звание лейтенант.

##### Междувоенен период
Напуска армията през 1919 г., но през 1934 г. се завръща в Райхсвера със звание хауптман.

#### Втора световна война (1939 – 1945)
В началото на Втората световна война е със звание майор. На 1 октомври 1941 г. поема командването на 58-и сапьорски батальон, а на 1 юни 1942 г. е назначен за командир на 59-и гренадирски полк. Между 19 септември и 1 декември 1944 г. е заместващ командир на 17-а танкова дивизия, а по-късно командва 132-ра пехотна дивизия. В края на войната е пленен от съветски войски.
Освободен е през 1955 г. Умира на 5 януари 1975 г. в Мекенхайм, Германия.

## Военна декорация
| - Германски орден „Железен кръст“ (1914) – II (1914) и I степен (1914) - Германски „Знак за унищожен танк“ (?) – сребърен (?) - Орден „Германски кръст“ (1942) – златен (20 септември 1942) | - Рицарски кръст с дъбови листа - Носител на Рицарски кръст (14 август 1943) - Носител на Дъбови листа № 537 (28 юли 1944) |